# 770-й отдельный инженерный батальон
770-й отдельный инженерный батальон  — воинская часть в вооружённых силах СССР во время Великой Отечественной войны.

## История
Переформирован из 1-го отдельного сапёрного батальона 52-й армии 31 декабря 1941 года.
В составе действующей армии с 31 декабря 1941 по 14 октября 1943 года.
До осени 1942 года обеспечивал боевую деятельность войск 52-й армии в районе Новгорода и севернее, по реке Волхов: в январе - июне 1942 года в ходе Любанской операции. В августе 1942 года переброшен севернее по Волхову, в район Гайтолово - Тортолово, где ведёт боевую деятельность в ходе Синявинской операции 1942 года. После неудачной операции введён в бой в ходе операции по прорыву блокады Ленинграда, по окончании которой до осени 1943 года находится под Синявино, в августе 1943 года привлекался для инженерного обеспечения войск в ходе Мгинской операции
14 октября 1943 года переформирован в 920-й отдельный сапёрный батальон.

## Подчинение
| Подчинение по месяцам | Подчинение по месяцам                                      | Подчинение по месяцам | Подчинение по месяцам | Подчинение по месяцам |
| Дата                  | Фронт (округ)                                              | Армия                 | Корпус (группа)       | Примечания            |
| --------------------- | ---------------------------------------------------------- | --------------------- | --------------------- | --------------------- |
| 1 января 1942 года    | Волховский фронт                                           | 52-я армия            | -                     | —                     |
| 1 февраля 1942 года   | Волховский фронт                                           | 52-я армия            | -                     | —                     |
| 1 марта 1942 года     | Волховский фронт                                           | 52-я армия            | -                     | —                     |
| 1 апреля 1942 года    | Волховский фронт                                           | 52-я армия            | -                     | —                     |
| 1 мая 1942 года       | Ленинградский фронт (Группа войск Волховского направления) | 52-я армия            | -                     | -                     |
| 1 июня 1942 года      | Ленинградский фронт (Волховская группа войск)              | 52-я армия            | -                     | -                     |
| 1 июля 1942 года      | Волховский фронт                                           | 52-я армия            | -                     | -                     |
| 1 августа 1942 года   | Волховский фронт                                           | 52-я армия            | -                     | -                     |
| 1 сентября 1942 года  | Волховский фронт                                           | 8-я армия             | -                     | -                     |
| 1 октября 1942 года   | Волховский фронт                                           | 8-я армия             | -                     | -                     |
| 1 ноября 1942 года    | Волховский фронт                                           | 8-я армия             | -                     | -                     |
| 1 декабря 1942 года   | Волховский фронт                                           | 2-я ударная армия     | -                     | -                     |
| 1 января 1943 года    | Волховский фронт                                           | 2-я ударная армия     | -                     | —                     |
| 1 февраля 1943 года   | Волховский фронт                                           | 2-я ударная армия     | -                     | —                     |
| 1 марта 1943 года     | Ленинградский фронт                                        | 2-я ударная армия     | -                     | —                     |
| 1 апреля 1943 года    | Волховский фронт                                           | 2-я ударная армия     | -                     | —                     |
| 1 мая 1943 года       | Ленинградский фронт                                        | 2-я ударная армия     | -                     | -                     |
| 1 июня 1943 года      | Ленинградский фронт                                        | 2-я ударная армия     | -                     | -                     |
| 1 июля 1943 года      | Ленинградский фронт                                        | 2-я ударная армия     | -                     | -                     |
| 1 августа 1943 года   | Ленинградский фронт                                        | 67-я армия            | -                     | -                     |
| 1 сентября 1943 года  | Ленинградский фронт                                        | 2-я ударная армия     | -                     | -                     |
| 1 октября 1943 года   | Ленинградский фронт                                        | 2-я ударная армия     | -                     | -                     |